# Telmatobufo venustus
Espèce
Synonymes
- Bufo venustus Philippi, 1899

Statut de conservation UICN

 EN B2ab(iii) : En danger
Telmatobufo venustus est une espèce d'amphibiens de la famille des Calyptocephalellidae.

## Répartition
Cette espèce est endémique du Sud du Chili. Elle se rencontre dans les provinces de Talca, de Ñuble et de Biobío entre 1 500 et 1 700 m d'altitude.

## Taxon Lazare
L'espèce est un exemple de taxon Lazare : Elle n'a pas été observée pendant un siècle, de 1899 à 1999.

## Génétique
En 2024, une équipe menée par un scientifique du Smithsonian Conservation Biology Institute (en), a collecté des échantillons d'ADN sur des individus Telmatobufo venustus rencontrés pendant l'expédition. Cette collecte permettra de procéder au séquençage du génome de cette espèce et ainsi de pouvoir potentiellement participer à une meilleure protection des espèces du genre Telmatobufo.

## Publication originale
- Philippi, 1899 : Sobre las serpientes de Chile. Anales Universidad de Chile, vol. 104, p. 715-723.